# Nick Bostrom
Nick Bostrom (Helsingborg, 10 marzo 1973) è un filosofo svedese, noto per le sue riflessioni sul cosiddetto rischio esistenziale dell'umanità e sul principio antropico.

## Biografia
Ha conseguito un dottorato di ricerca dalla London School of Economics nel 2000 ed è direttore del Future of Humanity Institute presso l'Università di Oxford.
Oltre a studi e scritti, tanto divulgativi quanto accademici, Bostrom ha fatto frequenti apparizioni su diversi media occupandosi soprattutto di tematiche pertinenti al transumanesimo e ad argomenti ad esso collegati, quali la clonazione, l'intelligenza artificiale, la superintelligenza, la possibilità di trasferimento della coscienza su supporti tecnologici, le nanotecnologie e le tesi sulla realtà simulata.
È noto per essere sostenitore di una tesi secondo la quale le probabilità che la specie umana viva all'interno di una realtà simulata sarebbero rilevanti dal punto di vista probabilistico.

### Filosofia

#### Etica del potenziamento umano
Bostrom è favorevole al cosiddetto potenziamento umano e all'automiglioramento della specie umana attraverso un uso etico del sapere e delle tecnologie scientifiche ed è critico nei confronti del punto di vista bio-conservatore. Nel 1998, assieme a David Pearce, fonda la World Transhumanist Association, successivamente ridenominata Humanity+.
Nel 2004 fonda con James Hughes l'Institute for Ethics and Emerging Technologies. Nel 2005 viene nominato direttore del neonato Future of Humanity Institute di Oxford. Nel 2009 gli viene consegnato l'Eugene R. Gannon Award, per il “costante impegno dimostrato nella promozione della ricerca finalizzata al progresso e all'avanzamento della specie umana” e nello stesso anno viene incluso dalla rivista statunitense Foreign Policy's nella lista dei pensatori mondiali di maggior peso per il “radicale rifiuto di porre limiti al potenziale dello sviluppo umano”.

### Rischio esistenziale
Bostrom ha affrontato il problema filosofico della possibilità di sopravvivenza dell'umanità a lungo termine. Ha definito con l'espressione rischio esistenziale la situazione nella quale un evento, o una serie di eventi di qualsiasi natura, possano annientare del tutto, oppure limitare in modo drastico, le potenzialità della vita intelligente sul pianeta Terra. Nel 2008, nel volume "Global Catastrophic Risks", curato insieme a Milan Čirković, è stata fornita una tassonomia dettagliata del concetto di rischio esistenziale di specie.

### Ipotesi sulla Realtà come simulazione
Bostrom ha ipotizzato che la realtà nella quale viviamo possa essere una simulazione creata da eventuali esseri intelligenti al di fuori di essa. Questa tesi può essere vista come una ipotesi scettica condotta ai limiti estremi del ragionamento, ma gli argomenti portati da Bostrom a favore della sua possibilità sembrano originali nel panorama filosofico occidentale.
L'idea che la realtà nella quale viviamo sia una sorta di illusione o allucinazione collettiva è in realtà molto antica e con diverse sfumature concettuali ha attraversato più volte il mondo culturale, sia filosofico sia religioso, tanto in Occidente quanto in Oriente.
Nella cultura occidentale questa tesi trova un suo primo esponente storico in Platone, è rintracciabile nella visione di Plotino, influenza il pensiero religioso gnostico e si può ipotizzare abbia avuto un certo ruolo nella visione dualistica mente-corpo o anima-natura o spirito-materia di Cartesio, oltre ad essere fondamento della visione filosofica del Fenomenismo, che per breve tempo ebbe fra i suoi sostenitori anche il filosofo logico Bertrand Russell.
In Oriente, in particolare nella riflessione filosofica tradizionale indiana, l'ipotesi che la realtà sia una proiezione della mente è presente nella sua più estrema rappresentazione nella filosofia dell'Advaita Vedānta e trae origine dalla speculazione psicologica, cosmogonica e teologica sulle Upanishad indù.
Bostrom riaffronta la tematica sostenendo che ci sarebbero ragioni empiriche per le quali l'ipotesi di simulazione potrebbe avere validità.
Egli suggerisce che, se è possibile simulare virtualmente interi pianeti popolati o addirittura interi universi per mezzo di un computer, ipotizzando esseri intelligenti e dotati di coscienza che popolino questi mondi virtuali, allora il numero di tali simulazioni, verosimilmente create da una qualsiasi civiltà che sia sufficientemente avanzata, rende estremamente probabile statisticamente il fatto che noi esseri umani stiamo effettivamente vivendo all'interno di una realtà simulata.
Bostrom afferma che almeno una delle seguenti affermazioni è probabilmente vera:
1. Nessuna civiltà raggiungerà mai un livello di maturità tecnologica in grado di creare realtà simulate.
2. Nessuna civiltà che abbia raggiunto uno status tecnologico sufficientemente avanzato produrrà una realtà simulata pur potendolo fare, per una qualsiasi ragione, come l'uso della potenza di calcolo per compiti diversi dalla simulazione virtuale, oppure per considerazioni di ordine etico (ritenendo, ad esempio, immorale l'utilizzo di soggetti tenuti “prigionieri” all'interno di realtà simulate).
3. Tutti i soggetti con il nostro genere di esperienze stanno vivendo all'interno di una simulazione in atto.

Determinando così il seguente teorema: "Se si pensa che gli argomenti (1) e (2) siano entrambi probabilisticamente falsi, si dovrebbe allora accettare come assai probabile l'argomento (3)."
Quella che segue è l'equazione matematica che viene utilizzata per quantificare le tre affermazioni precedenti:
{\displaystyle f_{\text{sim}}={\frac {f_{\text{p}}NH}{f_{\text{p}}NH+H}}={\frac {f_{\text{p}}N}{f_{\text{p}}N+1}}}
dove: 
- {\displaystyle f_{\text{p}}} – È la frazione che identifica tutte le civiltà umane che raggiungeranno la capacità tecnologica di programmare simulatori di realtà:
- {\displaystyle N} – È la media statistica di simulazioni gestite da civiltà cronologicamente precedenti la nostra indicate con {\displaystyle f_{\text{p}}}.
- {\displaystyle H} – È la media del numero di individui che hanno vissuto in una civiltà prima che questa fosse capace di sviluppare una tecnologia atta a programmare realtà simulate
- {\displaystyle f_{\text{sim}}} – È la frazione indicante tutti gli esseri umani che vivono in simulazioni di realtà.

Poiché N sarà un valore molto elevato, almeno una delle tre approssimazioni sarà vera: 
- {\displaystyle f_{\text{p}}\approx 0}
- {\displaystyle N\approx 0}
- {\displaystyle f_{\text{sim}}\approx 1}

È importante tenere conto che gli argomenti a favore di una probabile simulazione di realtà all'interno della quale vivremmo, così come portati da Bostrom, non presuppongono necessariamente che anche le coscienze degli esseri viventi siano anch'esse facenti parte della presunta "illusione".
Questa ipotesi, inoltre, non sfugge alla possibilità di essere falsificata secondo i criteri del principio scientifico di falsificabilità.
Sul piano logico, ad esempio, non è infatti preclusa a priori la possibilità, da parte di esseri intelligenti viventi all'interno della simulazione, di accorgersi di eventuali falle, errori di programmazione informatica o anomalie all'interno della stessa.